# Jacek Łukawski
Jacek Łukawski (ur. 27 lutego 1980 w Kielcach) – polski pisarz, publicysta i wydawca. Autor opowiadań motocyklowych oraz książek fantastycznych i kryminalnych.

## Życiorys
Urodził się w Kielcach, mieszka z żoną w pobliżu Chęcin. Inżynier informatyk, zawodowo związany z branżą DTP.
W 2012 współtworzył antologię „Gawędy Motocyklowe” wydaną nakładem Wydawnictwa Motocyklowego, którego był współwłaścicielem. W latach 2012–2014 był współwydawcą kwartalnika motocyklowego „Swoimi Drogami”.
W 2016 ukazała się pierwsza powieść fantasy jego autorstwa: „Krew i stal” wydana nakładem wydawnictwa SQN. W tym samym roku jego opowiadanie „Gianca” pojawiło się na łamach kwartalnika Fantastyka – wydanie specjalne (03(52) 2016).
W 2020 opublikował powieść kryminalną „Odmęt”, której akcję osadził w Chęcinach i miejscowościach pobliskich. Zapowiedział, że jest ona pierwszą książką z cyklu Krąg Painera, na który złożą się jeszcze dwie inne powieści, których akcja rozgrywać się będzie w regionie świętokrzyskim.
Zaprojektował okładki książek: Betelowa Rebelia – Spisek (Genius Creations 2017), Szare Płaszcze – Komandoria 54 (Genius Creations 2017), Gawęd Motocyklowych i cyklu Kraina Martwej Ziemi.

## Publikacje

### Opowiadania
- Gawędy Motocyklowe (WM 2012) zbiór opowiadań[4]
  - Rocker – endless road
  - Sokół
  - Stalowe Szczury – Ważny dzień
  - Stalowe Szczury – Szczupak
  - Stalowe Szczury – Izirajder
  - Stalowe Szczury – Gaźnik i sztuka Zen
- Gianca (Nowa Fantastyka 2016)[5]
- Gianca – ebook (SQN 2017)[6]
- Wieszczba niemowy (Nowa Fantastyka 2018)[7]
- AJAS 22.9.5.12.11.9 (Fantazmaty 2018)[8]
- Mariusz, Zbrodniciel i Kolorowa Dziewczyna (SQN 2023)[9][brak potwierdzenia w źródle]

### Książki
Cykl Kraina Martwej Ziemi:
- Krew i stal (SQN 2016)[10]
- Grom i szkwał (SQN 2017)[11]
- Pieśń i krzyk (SQN 2018)[12]

Cykl Krąg Painera:
- Odmęt  (Wydawnictwo Czwarta Strona 2020)
- Podszept (Wydawnictwo Czwarta Strona 2021)

Inne powieści:
- Bezwładność (SQN 2023)[13]

## Nagrody
Nagroda główna w wojewódzkim konkursie „Talenty 2000” w kategorii „Twórczość własna”.